# ۱۲۰ تپش در دقیقه
۱۲۰ تپش در دقیقه (به فرانسوی: 120 battements par minute) عنوان فیلمی درام به نویسندگی و کارگردانی ربان کامپیلو با بازی ادل اینل می‌باشد. این فیلم برای بخش مسابقه هفتادمین جشنواره کن انتخاب شد.این فیلم درباره گروهی از مردم است که راجع به ایدز یا HIV به مردم اطلاع رسانی میکند.این فیلم داستان دو پسر را روایت میکند که یکی از آن دو دارای ایدز یا HIV است و در این راه مشکلاتی برایشان به وجود میاید.این فیلم فیلمی غمگین است و در اعتراض با بی تفاوتی مسئولان در برابر HIV یا  ساخته شده.

## داستان
اوایل دهه نود میلادی در پاریس، گروهی از همجنسگرایان 
مبتلا به ایدز در تلاشند تا مسئولان و جامعه را  از بیماری ایدز و پیشگیری از آن آگاه نمایند و همچنین میخواهند دولت فرانسه به مشکلاتی که مبتلایان به ایدز دارند توجه کرده و به آنها کمک کند. .

## بازیگران
- ادل اینل
- نائول پرز بیسکایارت
- آرنو ولوا